# I-LAND2 N/a
《I-LAND2 N/a》(아이랜드 2)는 CJ E&M이 기획하고 웨이크원이 주최할 대한민국의 아이돌 리얼리티 서바이벌 프로그램이다.

## 출연자
- MC: 송강 (Part.1 스토리텔러), 성한빈 (Part.2 스토리텔러), 전소미 (파이널 스토리텔러)
- 프로듀서: 테디(마스터), 태양(메인), VVN(음악), 24(음악)
- 디렉터: 모니카(퍼포먼스), 리정(퍼포먼스)
- 멘토 : 전소미, 김재환, 립제이

## 최종 선발
- 우승 : 최정은
- 데뷔 그룹 : 이즈나

| 순위 | 이름          | 예명 | 소속사 | 소속그룹 |
| ---- | ------------- | ---- | ------ | -------- |
| 1위  | 최정은        | 정은 |        |          |
| 2위  | 방지민        | 지민 |        |          |
| 3위  | 윤지윤        | 지윤 |        |          |
| 4위  | 나라이 코코   | 코코 |        |          |
| 5위  | 유사랑        | 사랑 |        |          |
| 6위  | 토미오카 마이 | 마이 |        |          |
| 7위  | 정세비        | 세비 |        |          |

## 참가자
- 멤버 이름은 공식 홈페이지의 표기를 토대로 작성되었으며, 국립국어원의 외래어 표기법과 다를 경우 각 언어 표기 뒤에 병기하였다.

## 동일 소재 프로그램
- 아이돌 학교
- 소년24

## 같이 보기
- 엠넷
- 웨이크원
- CJ E&M